# I Reyes
El Primer libro de los Reyes  (en hebreo: ספר מלכים sèfer mǝlāḵîm y en griego:  Γ' Βασιλέων Basileōn) es un libro de la Biblia y uno de dos, o cuatro, en el Antiguo Testamento. Se lo conoce también como "Libro Tercero de los Reinos" o "III Reyes" en la Septuaginta y la Vulgata latina.  
Continúa la narración histórica del Libro de Samuel, conocido en la versión griega y la Vulgata como Primero y Segundo de los Reyes hasta el final del Ciclo de Elías.

## División del libro original
Los investigadores suponen que, originariamente, I Reyes formaba un solo rollo con II Reyes y I y II Samuel. El importante tamaño del libro debe haber impulsado a alguien a dividirlo en cuatro partes más manejables, convirtiéndolo en cuatro rollos más pequeños[cita requerida].

## Asuntos narrados
Este libro narra la historia de los reinos de Judá e Israel (a partir de 1R. 12), haciendo hincapié muy particularmente en la grandeza del reinado de Salomón (1R 1-11).

## La historia de los dos reinos
Judá e Israel son considerados independientemente, y analizados en forma exhaustiva. El Libro de 1 de Reyes comienza con el reinado de Salomón y termina con el profeta Elías. La diferencia entre ambos marca el tono del libro según muchos exégetas.
Salomón nace tras la relación escandalosa entre David y Betsabé. Salomón es presentado como un buen rey al comienzo, es sabio y construye el Templo, tarea que insume siete años. Más tarde, según el relato, toma un gran número de esposas algunas de las cuales lo incitan a adorar a otros dioses, violando la Alianza con Yahvé.
A la muerte de Salomón, el reino unificado se divide. Judá es gobernada por Roboam, hijo de Salomón, mientras que Israel elige como soberano a Jeroboam. Según el libro, los israelitas fueron gobernados por una serie de reyes, muchos de los cuales fueron impíos e idólatras, lo cual alejó a la nación de Dios y ni siquiera la predicación de Elías pudo traerlos de regreso a Él. Entre los reyes más malvados se mencionan Acab y su esposa Jezabel, quienes prácticamente imponen el culto de Baal en lugar de Yahvé.
Elías trató de llevar a los israelitas de regreso a la adoración de Yahvé, aun desafiando a los sacerdotes idólatras de Baal a confrontarse con Dios en el Monte Carmelo. Desde luego Dios ganó. Esto hizo que la reina Jezabel se enojara (por decir poco) tanto, que ordenó la muerte de Elías, quien huyó y se escondió en el desierto. Deprimido y exhausto, le dijo a Dios: “déjame morir”. Pero Dios le envió comida y ánimo al profeta y le habló en un “suave murmullo”, y en el proceso salvó su vida para la obra aún por hacer.

## Estructura
La descripción de los reinados sigue una pauta más o menos constante, pero algo diferente para cada uno de los reinos:

### Reino de Judá
1. Sincronismo del rey en cuestión con su contemporáneo de Israel;
2. Edad del soberano al subir al trono;
3. Duración del reinado;
4. Nombre de su madre; y
5. Juicio religioso sobre su mandato.

### Reino de Israel
1. Sincronismo del reinado con el de Judá;
2. Duración del reinado; y
3. Juicio (siempre negativo) que incluye una condena general de índole religiosa y una condena individual por haber continuado el error de dividir el reino.

## Fórmulas de cierre
Son iguales para ambos reinos:
1. Referencias detalladas a los anales de Judá e Israel;
2. Muerte del rey y mención de su sepultura; y
3. Si corresponde, nombre del hijo que lo sucede.

## Discordancias en la estructura
La rígida estructura de los Libros de los Reyes se viola solo en tres oportunidades: a partir de la caída de Israel, durante el ciclo de Elías y al narrar la historia de Eliseo.
Junto con II Reyes, se puede también ver una estructura concéntrica en la cual los ciclos de Elías y Eliseo (I Reyes 17 -- II Reyes 12) estarían al centro y serían rodeados por tres anillos: el más remoto que habla del esplendor (I Reyes 1-11) y decadencia (II Reyes 18-25) de Jerusalén con la construcción y profanación del Templo respectivamente, y el inicio y fin de la dinastía real; seguido por el inicio (I Reyes 12-14) y fin (II Reyes 17) del Reino del Norte; y por un último anillo en el que se dan descripciones semejantes de los reyes de Judá (I Reyes 15-16 y II Reyes 13-16).

## Intención del autor y doctrina
El escritor bíblico utiliza libremente sus fuentes: a veces las nombra y cita, pero otras se aparta de ellas, las silencia y las omite.
Cuenta brevemente y con ligereza la expedición egipcia contra Israel (1 Reyes 14:25-28), relatando solamente el robo del Templo de Jerusalén por parte del Faraón y el modo en que se apropiaron de los escudos mandados a confeccionar por el rey Salomón. En cambio, no menciona en absoluto la notable batalla de Qarqar (853 a. C.).
La explicación es que los Libros de los Reyes no son en realidad históricos sino más bien (una constante en esta sección de la Biblia) historias religiosas. El autor se concentra en el Templo porque en él se consuma la relación del pueblo con Dios. Las normas del culto siguen al Deuteronomio y, en este sentido, el cumplimiento de la Ley (que se guarda precisamente en el Templo) y la reforma religiosa son el fin y el origen de la narración que el autor está redactando (al menos en su versión original).

## Temas fundamentales
El concepto básico que transmiten los Libros de los Reyes se puede resumir con estas palabras: Un solo Templo y un solo Dios. Como Reyes no es un libro histórico sino la demostración de una tesis teológica, la conclusión se lee, por ejemplo, en la plegaria de Salomón en la ceremonia de dedicación del Templo (1R. 8). Cada reinado, a su vez, colabora con esa demostración, porque todos los reyes de Israel son condenados. De los de Judá, solo ve con buenos ojos el autor a ocho (los ocho que han enfrentado al paganismo, han ayudado al Templo o han sido fieles a la Ley). De los ocho, solo dos son alabados extensamente.

## Análisis de capítulos 8-15

### Síntesis
No se expresa con claridad en parte alguna el propósito de estos libros. Pero aun una somera lectura se establecerá con claridad meridiana que el escritor se propone demostrar que aunque Israel tenía un pacto con Dios, la mayor parte de sus monarcas había rechazado y ultrajado las obligaciones inherentes a dicho pacto.
se pasa revista tanto a los reyes de Judá como a los de Israel, y hasta donde es posible, se los trata según la época en la que vivían. La validez de cada monarca es determinada mediante la comparación con dos reyes de épocas anteriores, el rey David que se mantuvo bastante fiel al pacto, y el rey Jeroboam de Israel,  que hizo caso omiso de dicho pacto.  La comparación, hecha de esta forma, demuestra si un monarca determinado "anduvo en todo el camino de David su padre, o anduvo en todos los caminos de Jeroboam hijo de Nabat" es evidente que el escritor de los Reyes descubrió que sobre estas bases muy pocos de los monarcas de Israel o de Judá guardaron el pacto con Dios. Notables excepciones son Asa (1 de Reyes 15), Josafat (1 de Reyes 22), Ezequías (2 de Reyes 18 -20) y Josías (2 de Reyes 22 -23), y aun estos adolecieron de algunos defectos. David fue el monarca que más se aproximó al ideal. Poco antes de morir, le aconseja a su hijo Salomón que guarde los preceptos de Yahveh (1 de Reyes 2:3). Esa conducta es la única esperanza de prosperidad y paz. El apartarse de ese camino, de esa conducta equivalía a exponerse al juicio divino.

### Capítulo 8
El arca, que contiene las dos tablas de piedra, es colocada en el lugar santísimo — La gloria de Yahveh llena el templo — Salomón ofrece la oración dedicatoria — Pide bendiciones temporales y espirituales sobre el Israel arrepentido y suplicante — El pueblo ofrece sacrificios y adora durante catorce días.
Salomón reunió al pueblo no solo para dedicar el templo sino para que ellos confirmaran su entrega a Dios. ¿Cuál era la diferencia entre el templo y el tabernáculo, y por qué los israelitas cambiaron de uno a otro? El tabernáculo era un lugar móvil de adoración diseñado para el pueblo cuando viajaban hacia la tierra prometida. El templo era un lugar permanente de adoración a Dios después de que los israelitas estaban en paz en su tierra. Traer el arca del pacto al templo significó la presencia actual de Dios en ese lugar.
1 de Reyes 8:2 
“…Se reunieron con el rey Salomón todos los hombres de Israel en el mes de Etanim, que es el mes séptimo, el día de la fiesta solemne…”
La dedicación del templo coincidió con la Fiesta de los Tabernáculos, alrededor de 11 meses luego de haber terminado su construcción.
"La nube que llenó la casa de Jehová", son tomadas por algunos como una alusión al Espíritu Santo. Los sacerdotes no pudieron permanecer para ministrar. Evidentemente, la presencia del Señor no se los permitía.
Salomón reunió ante sí en Jerusalén a los ancianos de Israel, a todos los jefes de las tribus, y a los principales de las familias de los hijos de Israel: Salomón tenía la intención de que esta fuera una espectacular “ceremonia de apertura” para el templo. Probablemente estaba en la escala de las grandes producciones de las ceremonias de apertura de nuestros modernos juegos Olímpicos.
Para traer el arca del pacto de Jehová: El templo no estaba “abierto” sino hasta que el arca del pacto fue colocado en el lugar santísimo. El arca era el artículo más importante en el templo.
El templo fue terminado en el octavo mes (1 Reyes 6:38), pero Salomón eligió el séptimo mes para la dedicación, once meses después, "cuyo tiempo el escogió por un respeto común a la conveniencia de su pueblo, porque ahora ellos habían juntado todos sus frutos, y ahora ellos estaban por subir a Jerusalén para celebrar la fiesta de los tabernáculos."
También puede haber otra razón. “Ya se había observado que Salomón había diferido la dedicación del templo hacia el siguiente año después de que fuera terminado, porque ese año, de acuerdo con el Arzobispo Usher, era el jubileo."

### Capítulo 9
Yahveh se le aparece nuevamente a Salomón — Yahveh promete grandes bendiciones si los israelitas son obedientes y advierte de grandes maldiciones si se apartan de él — Salomón reina con esplendor — Impone tributo sobre los que no son israelitas y construye una flota de naves.
Salomón fue especialmente bendecido por Dios. El versículo 2 relata como Dios le apareció por segunda vez, después de la dedicación del templo (véase 1 R. 3:4-14). Le dio palabras de ánimo acerca de su gran oración dedicatoria que aparece en el capítulo 8. “Yo he oído tu oración y tu ruego” (9:3) Dios confirmó haber santificado la casa y que sus ojos y corazón estarían siempre en ella. Esas palabras ciertamente eran de gran ánimo para Salomón.
Dios le marcó a Salomón el camino: (1) andar delante de mí como anduvo David tu padre, de corazón, (2) hacer las cosas que yo te he mandado, (3) guardar mis estatutos y decretos.

### Capítulo 10
La reina de Saba visita a Salomón — La riqueza y la sabiduría de Salomón exceden a las de todos los reyes de la tierra.
Según el Antiguo testamento , la anónima reina de la tierra de Saba acude a Israel habiendo oído de la gran sabiduría del rey Salomón, llevando regalos de especias, oro y piedras preciosas.
Otras versiones como el relato del Corán y el Kebra Nagast cuentan que la reina quedó tan impresionada con la sabiduría del rey Salomón que se convirtió al monoteísmo y hasta se llegó a decir que la mencionada reina tuvo un hijo del rey hebreo.
Sin duda, la cualidad más sobresaliente del rey Salomón, y la que lo hizo famoso, fue su gran sabiduría. La sabiduría de Salomón fue tal que un rabino afirmó: «El que ve a Salomón en un sueño puede esperar sabiduría». Esto alude al hecho de que Salomón recibió su gran don en un sueño, pues Dios se le apareció y ofreció conceder al joven rey su mayor anhelo. La muestra de sabiduría en el conflicto entre dos prostitutas que afirmaban ser la madre del mismo bebé también se menciona en los escritos rabínicos. Se ha dicho de Salomón que no dependía de testigos para decidir un caso, sino que con solo mirar las partes en disputa, sabía cuál tenía razón y cuál no.

### Capítulo 11
Salomón se casa con mujeres que no son israelitas y sus esposas desvían el corazón del rey hacia la adoración de dioses falsos — Jehová levanta adversarios en contra de él, entre ellos a Jeroboam hijo de Nabat — Ahías promete a Jeroboam que será rey de diez tribus — Salomón muere y Roboam reina en su lugar.
El mayor de los reinos en la historia de Israel comenzó a tambalearse, no por presiones externas, sino a causa de su debilidad interna. No solo le estaba prohibido a Salomón dedicarse a criar caballos, sino casarse con muchas mujeres. La razón de estas restricciones era que las mujeres paganas podían llevar el pueblo de Dios a la idolatría. Como el Señor había advertido, eso fue lo que sucedió. A pesar de toda su sabiduría, Salomón tenía algunos puntos débiles. No lograba negarse a los deseos lujuriosos ni dejaba de transigir con sus esposas paganas. Ya sea que se casara para fortalecer las alianzas políticas o para obtener un placer personal, estas esposas extranjeras lo llevaron a la idolatría.
1 de Reyes 11:5 “…Salomón siguió a Astoret, diosa de los sidonios, y a Milcom, ídolo abominable de los amonitas…”
Astoret : La diosa cananea de la fertilidad, cuyo culto incluía no solo ritos sexuales, sino astrología. El culto de Moloc incluía sacrificios humanos, especialmente de niños. El culto de Quemos también era cruel y centrado en la astrología.
No obstante, para consolidar el poder político de Israel en la región, contrajo matrimonio con una de las hijas del faraón del Antiguo Egipto Siamón. Salomón se fue rodeando de todos los lujos y fue adquiriendo la grandeza externa de un monarca oriental. Esto hizo, sin embargo, que en la segunda mitad de su reinado cayera en la idolatría, inducido por sus numerosas esposas extranjeras. De acuerdo con 1 Reyes 11:3, «tuvo —contrariando la Ley (Deut 7:3-4)— setecientas mujeres reinas y trescientas concubinas, y esas mujeres le desviaron el corazón» (1.º Re 11:3).
En las transacciones, el rey demostraba que ya no era justo. Reavivó el tema de la esclavitud en los infieles. Permitió sacerdotes que en muchos casos eran indignos. Se cubrió de elementos de guerra (carrozas y caballos).
Aquel pecado de Salomón (priorizar la obtención de riquezas por sobre la Ley de Dios) fue la causa de que a su muerte se dividiera el reino de Israel. [La división de Israel era inexorable, pero ocurriría en la generación de su hijo] (1.º Re 11:1-12).
Pero, aunque cometió este pecado (caer en la vanidad, la soberbia…), se arrepintió y luego escribió el Libro de Eclesiastés para aconsejar a otros a que no siguieran su ejemplo. Allí menciona «vanidad de vanidades, todo es vanidad» y esto se refiere a su vida inicua. Salomón escribe este libro como un testimonio y ejemplo de que las cosas de este mundo no son duraderas.

### Capítulo 12
Roboam trata de imponer cargas más pesadas sobre el pueblo — Las diez tribus se rebelan y se vuelven a Jeroboam — Jeroboam se entrega a la idolatría y adora dioses falsos.
Cuando Roboam, hijo de Salomón, hizo un llamamiento para una asamblea nacional en Siquem, Jeroboam fue invitado como representante de los ancianos que solicitaban una reducción en los impuestos. Ignorándolo, Roboam se enfrentó con una rebelión y huyó a Jerusalén. Mientras Judá y Benjamín corrieron en su apoyo, las tribus separadas hicieron rey a Jeroboam. La guerra civil y el derramamiento de sangre quedaron conjurados cuando Roboam escuchó la advertencia del profeta Semaías para retener sus fuerzas. Esto dio a Jeroboam la oportunidad para establecerse como rey de Israel.
La guerra civil prevaleció durante 22 años del reinado de Jeroboam, aunque la Escritura no indica la extensión de dicha guerra. Indudablemente la agresividad de Roboam fue atemperada por la amenaza de la invasión egipcia, pero II Crón. 12:15 informa de una constante situación de guerra. Incluso ciudades en el Reino del Norte fueron atacadas por Sisac. Tras la muerte de Roboam, Jeroboam atacó Judá, cuyo nuevo rey, Abíam, había rechazado a Israel hasta el extremo de tomar el control de Betel y otras ciudades israelitas (II Crón. 13:13-20). Esto pudo haber tenido algún efecto sobre la elección de Jeroboam de una capital. Al principio, Siquem fue fortificada como la ciudad capital. Si la fortificación de Penuel, al este del Jordán, tuvo la misma implicación, es algo que no parece cierto. Jeroboam residió en la bella ciudad de Tirsa, que fue utilizada como la capital bajo la próxima dinastía (I Reyes 14:17). Aparentemente Jeroboam encontró interesante el retener la pauta gubernamental del reino como había prevalecido en tiempos de Salomón.
Jeroboam tomó la iniciativa en cuestiones religiosas. Naturalmente no quiso que su pueblo acudiese a las sagradas festividades de Jerusalén, por si acaso volviesen a una alianza con Roboam. Erigiendo becerros de oro en Dan y en Betel, instituyó la idolatría en Israel (II Crón. 11:13-15). Nombró sacerdotes libremente ignorando las restricciones de Moisés y permitiendo a los israelitas ofrecer sacrificios en varios lugares altos por todo el país. Como sacerdote, no solamente oficiaba ante el altar sino que también, cambió un día de fiesta desde el mes séptimo al octavo (I Reyes 12:25-13:34).

### Capítulo 13
Jeroboam es herido y luego es sanado por un profeta de Judá — El profeta entrega su mensaje; un profeta de Bet-el lo desvía del camino y aquel es muerto por un león por su desobediencia — Jeroboam continúa la adoración falsa en Israel.
La agresividad de Jeroboam en la religión fue atemperada cuando fue advertido por un profeta innominado de Judá. Este hombre de Dios, intrépidamente advirtió al rey, mientras se hallaba de pie y quemaba incienso ante el altar en Betel. El rey inmediatamente ordenó su arresto. El mensaje del profeta, sin embargo, recibió confirmación divina en el destrozo del altar y la incapacidad que tuvo el rey de retirar la mano con la que apuntaba hacia el hombre de Dios. Repentinamente, el mandato desafiante del rey se cambió en súplica por su intercesión. La mano de Jeroboam fue restaurada conforme el profeta oraba a Dios. El rey deseó recompensar al profeta, pero este último no quiso ni siquiera aceptar su hospitalidad. El hombre de Dios estaba bajo órdenes divinas de marcharse inmediatamente.
La consecuencia para el fiel ministerio de este hombre de Dios es digna de notarse. Siendo engañado por un viejo profeta de Betel, el profeta de Judá aceptó su hospitalidad y así precipitó el juicio divino. De vuelta a su hogar, fue muerto por un león y llevado a Betel para su entierro. Tal vez la tumba de este profeta sirvió como recordatorio para las sucesivas generaciones de que la obediencia a Dios era esencial. Ciertamente que tuvo que haber tenido una gran significación para Jeroboam.

### Capítulo 14
Ahías predice la ruina de la casa de Jeroboam, así como la muerte de su hijo y la dispersión de los israelitas por causa de su idolatría — Jeroboam muere y Nadab reina — Judá, bajo Roboam, se vuelve a la iniquidad — Sisac, rey de Egipto, toma los tesoros del Templo — Roboam muere y Abiam reina
La consecuencia para el fiel ministerio de este hombre de Dios es digna de notarse. Siendo engañado por un viejo profeta de Betel, el profeta de Judá aceptó su hospitalidad y así precipitó el juicio divino. De vuelta a su hogar, fue muerto por un león y llevado a Betel para su entierro. Tal vez la tumba de este profeta sirvió como recordatorio para las sucesivas generaciones de que la obediencia a Dios era esencial. Ciertamente que tuvo que haber tenido una gran significación para Jeroboam.
Otro aviso le llegó a Jeroboam por mediación del profeta Ahías. Cuando su hijo, Abías, cayó gravemente enfermo, Jeroboam envió a su esposa a consultar al anciano profeta a Silo. Aunque ella iba disfrazada, el profeta ciego la reconoció inmediatamente. Fue enviada de vuelta a Tirsa con el sombrío mensaje de que su hijo no se recobraría. Además, el profeta la advirtió que el fallo en guardar los mandamientos de Dios precipitaría el juicio divino, el exterminio de la dinastía de Jeroboam y la cautividad para los israelitas. Antes de que ella llegara al palacio, el niño murió.
A despecho de todas las advertencias proféticas, Jeroboam continuó practicando la idolatría. La lucha civil indudablemente debilitó tanto a Israel, que Jeroboam incluso perdió la ciudad de Betel en los días de Abiam, el hijo de Roboam.
Al paso de pocos años, el terrible aviso del profeta fue cumplido en su totalidad. Nadab, el hijo de Jeroboam, reinó menos de dos años. Mientras ponía sitio a la ciudad filistea de Gibetón, fue asesinado por Baasa.
Aunque Roboam trató de recuperar el territorio de Israel, desistió a causa (supuestamente) de la profecía del profeta Semeyas, según la cual, ello contravenía la voluntad de Yavé. En el futuro, ambos reinos se enfrentarían frecuentemente, lo que aprovecharían los Estados enemigos vecinos. Así, en el quinto año de reinado de Roboam, se produjo la invasión del faraón Sheshonq I, que pudo saquear el Templo de Jerusalén.
Roboam rey de Judá reinó entre 928 y 913 a. C. Fue hijo de Salomón con Naamah. 

### Capítulo 15
En Judá, Abiam (Abías) reina con iniquidad y posteriormente Asa reina con rectitud — Nadab y después Baasa reinan con iniquidad en Israel — Baasa destruye la casa de Jeroboam.
Abías (Abiam) sucedió a su padre Roboam, el primer rey de Judá, después de que el reino fue dividido en Judá e Israel. En 2 Crónicas 13 se describe una batalla en particular, en la que el ejército de Israel se levantó en contra de Judá. Abías dijo a Jeroboam y a Israel: “¿No habéis arrojado vosotros a los sacerdotes de Jehová, a los hijos de Aarón y a los levitas, y os habéis designado sacerdotes a la manera de los pueblos de otras tierras, para que cualquiera venga a consagrarse con un becerro y siete carneros, y así sea sacerdote de los que no son dioses? Mas en cuanto a nosotros, Jehová es nuestro Dios, y no le hemos dejado; y los sacerdotes que ministran delante de Jehová son los hijos de Aarón, y los que están en la obra son levitas, los cuales queman para Jehová los holocaustos cada mañana y cada tarde, y el incienso aromático; y ponen los panes sobre la mesa limpia, y el candelero de oro con sus lámparas para que ardan cada tarde; porque nosotros guardamos la ordenanza de Jehová nuestro Dios, mas vosotros le habéis dejado. Y he aquí Dios está con nosotros por jefe, y sus sacerdotes con las trompetas del júbilo para que suenen contra vosotros. Oh hijos de Israel, no peleéis contra Jehová el Dios de vuestros padres, porque no prosperaréis” (2 Cr. 13:9-12). Debido a que Abías puso su confianza en Dios, Dios le dio una extraordinaria victoria sobre Jeroboam, quien se había levantado en contra de él junto con las diez tribus apóstatas.
Debido al relato anterior sobre la victoria de Abías, podríamos tener la tentación de concluir que él fue un poderoso hombre de Dios. Sin embargo, veremos que su carácter estaba lejos de ser deseable. Abías era lujurioso. Leemos en 2 Crónicas 13:21: “Pero Abías se hizo más poderoso. Tomó catorce mujeres, y engendró veintidós hijos y dieciséis hijas”. También encontramos que caminó en los pecados de su padre: idolatría y sodomía. 1 Reyes 15:3 dice: “Y anduvo en todos los pecados que su padre había cometido antes de él; y no fue su corazón perfecto con Jehová su Dios, como el corazón de David su padre”. Así, hay dos ilustraciones diferentes del mismo hombre: una describe a un hombre que era poderoso y que confiaba en Dios durante la batalla, la otra describe a un hombre que era extremadamente lujurioso y que practicaba el mal.
Asa. Era hijo de Abías, y se nos dice que hizo lo recto ante los ojos del Señor, como David su padre. Es interesante notar que las heridas y las ofensas perduran generación tras generación. Las generaciones del presente asumen las ofensas de las generaciones pasadas. Por esto, las divisiones entre el pueblo de Dios son muy serias. Los hijos de aquellos que se habían apartado de la verdad, estaban cargando con las ofensas de sus padres y atacaban a los piadosos. Hubo constantes guerras entre Israel y Judá, pero Dios permitió que esta separación ocurriera, a causa de las diferencias en el corazón de los pueblos.
Leemos en 2 Crónicas 14:2-6: “E hizo Asa lo bueno y lo recto ante los ojos de Jehová su Dios. Porque quitó los altares del culto extraño, y los lugares altos; quebró las imágenes, y destruyó los símbolos de Asera; y mandó a Judá que buscase a Yahveh el Dios de sus padres, y pusiese por obra la ley y sus mandamientos. Quitó asimismo de todas las ciudades de Judá los lugares altos y las imágenes; y estuvo el reino en paz bajo su reinado. Y edificó ciudades fortificadas en Judá, por cuanto había paz en la tierra, y no había guerra contra él en aquellos tiempos; porque Jehová le había dado paz”. La justicia de Asa trajo prosperidad a la tierra de Judá.